# دارين كيني
دارين كيني (بالإنجليزية: Darren Kenny)‏ هو دراج بريطاني، ولد في 17 مارس 1970 في سالزبوري في المملكة المتحدة.

## وصلات خارجية
- الموقع الرسمي